# Зарестье
Заре́стье (бел. Зарэсце) — деревня в составе Сухаревского сельсовета Могилёвского района Могилёвской области Республики Беларусь.

## Население
- 2010 год — 240 человек